# Хороший коп (американский телесериал)
«Хоро́ший коп» (англ. The Good Cop) — американский комедийно-драматический криминальный телесериал. Премьера сериала состоялась 21 сентября 2018 года на Netflix. 13 ноября 2018 года Netflix сообщил, что не будет снимать продолжение сериала.